# Santa Maria de Rapa Nui
Santa Maria de Rapa Nui ou Santa Maria, Mãe de Rapa Nui, é um título de Maria da Igreja católica na ilha de Páscoa (pertencente ao Chile). A imagem de Santa Maria de Rapa Nui encontra-se na Igreja ou Paroquia da Santa Cruz em Hanga Roa, capital da ilha.

## História
A advocação tem sua origem numa talha de madeira realizada em maio de 1970 por artesãos da ilha de Páscoa, sendo considerada a primeira escultura cristã realizada na ilha. A esta lhe seguiram outras imagens como Cristo de Rapa Nui (que representa o sincretismo entre a Mitologia rapanui e a religião católica), San Miguel Arcanjo, o Sagrado Coração de Jesus, etc. Por esta razão, Santa Maria de Rapa Nui é considerada popularmente como a padroeira da ilha de Páscoa.    

## Imagem
A imagem de Santa Maria de Rapa Nui foi talhada num tronco de madeira. Sua postura e proporções imita aos moai. As dobras do manto parecem asas e em sua cabeça leva uma coroa de conchas arrematada pela figura de um ave manutara. A imagem leva o Menino Jesus em seu braço esquerdo. Seus olhos estão confeccionados com concha de peixe com pupilas de obsidiana, projetando todo seu poder espiritual sobre o povo polinésio de Rapa Nui. A Virgem, pois representa o sincretismo religioso entre as crenças ancestrais da ilha e a Igreja católica, levada pelos europeus.